# Plivanje na OI 1948.

## Pojedinačna natjecanja

### 100 m slobodno
| Mjesto | Država   | Plivač     | Vrijeme |
| ------ | -------- | ---------- | ------- |
| 1.     | SAD      | Walter Ris | 57,3 s  |
| 2.     | SAD      | Alan Ford  | 57,8 s  |
| 3.     | Mađarska | Géza Kádas | 58,1 s  |

| Mjesto | Država     | Plivačica            | Vrijeme    |
| ------ | ---------- | -------------------- | ---------- |
| 1.     | Danska     | Greta Andersen       | 1:06,3 min |
| 2.     | SAD        | Ann Curtis           | 1:06,5 min |
| 3.     | Nizozemska | Marie-Louise Linssen | 1:07,6 min |

### 400 m slobodno
| Mjesto | Država     | Plivač        | Vrijeme    |
| ------ | ---------- | ------------- | ---------- |
| 1.     | SAD        | William Smith | 4:41,0 min |
| 2.     | SAD        | James McLane  | 4:43,4 min |
| 3.     | Australija | John Marshall | 4:47,7 min |

| Mjesto | Država                 | Plivačica        | Vrijeme    |
| ------ | ---------------------- | ---------------- | ---------- |
| 1.     | SAD                    | Ann Curtis       | 5:17,8 min |
| 2.     | Danska                 | Karen Harup      | 5:21,2 min |
| 3.     | Ujedinjeno Kraljevstvo | Catherine Gibson | 5:22,5 min |

### 1500 m + 800 m slobodno
| \| Mjesto \| Država \| Plivač \| Vrijeme \| \| ------ \| ---------- \| ------------- \| ----------- \| \| 1. \| SAD \| James McLane \| 19:18,5 min \| \| 2. \| Australija \| John Marshall \| 19:31,3 min \| \| 3. \| Mađarska \| György Mitró \| 19:43,2 min \| | Natjecanje nije bilo u programu OI. |               |             |
| Mjesto | Država                              | Plivač        | Vrijeme     |
| 1. | SAD                                 | James McLane  | 19:18,5 min |
| 2. | Australija                          | John Marshall | 19:31,3 min |
| 3. | Mađarska                            | György Mitró  | 19:43,2 min |

### Leđni stil
| Mjesto | Država    | Plivač           | Vrijeme    |
| ------ | --------- | ---------------- | ---------- |
| 1.     | SAD       | Allen Stack      | 1:06,4 min |
| 2.     | SAD       | Robert Cowell    | 1:06,5 min |
| 3.     | Francuska | Georges Vallerey | 1:07,8 min |

| Mjesto | Država     | Plivačica          | Vrijeme    |
| ------ | ---------- | ------------------ | ---------- |
| 1.     | Danska     | Karen Harup        | 1:14,4 min |
| 2.     | SAD        | Suzanne Zimmermann | 1:16,0 min |
| 3.     | Australija | Judy-Joy Davies    | 1:16,7 min |

### Prsni stil
| Mjesto | Država | Plivač         | Vrijeme    |
| ------ | ------ | -------------- | ---------- |
| 1.     | SAD    | Joseph Verdeur | 2:39,3 min |
| 2.     | SAD    | Keith Carter   | 2:40,2 min |
| 3.     | SAD    | Robert Sohl    | 2:43,9 min |

| Mjesto | Država     | Plivačica            | Vrijeme    |
| ------ | ---------- | -------------------- | ---------- |
| 1.     | Nizozemska | Petronella van Vliet | 2:57,2 min |
| 2.     | Australija | Beatrice Lyons       | 2:57,7 min |
| 3.     | Mađarska   | Éva Novák            | 3:00,2 min |

## Štafetna natjecanja

### Slobodni stil
| Mjesto | Država    | Plivači                                               | Vrijeme    |
| ------ | --------- | ----------------------------------------------------- | ---------- |
| 1.     | SAD       | Walter Ris James McLane Wallace Wolf William Smith    | 8:46,0 min |
| 2.     | Mađarska  | Elemér Szathmáry György Mitró Imre Nyéki Géza Kádas   | 8:48,4 min |
| 3.     | Francuska | Joseph Bernardo René Cornu Henri Padou Alexandre Jany | 9:08,0 min |

| Mjesto | Država     | Plivačice                                                             | Vrijeme    |
| ------ | ---------- | --------------------------------------------------------------------- | ---------- |
| 1.     | SAD        | Marie Louise Corridon Thelma Kalama Brenda Helser Ann Curtis          | 4:29,2 min |
| 2.     | Danska     | Eva Riise Karen Harup Greta Andersen Fritze Carstensen                | 4:29,6 min |
| 3.     | Nizozemska | Irma Schumacher Margot Marsman Marie-Louise Linssen Johanna Termeulen | 4:31,6 min |

## Pregled osvojenih medalja
| Mjesto | Država                 | Zlato | Srebro | Bronca | Ukupno |
| ------ | ---------------------- | ----- | ------ | ------ | ------ |
| 1.     | SAD                    | 8     | 6      | 1      | 15     |
| 2.     | Danska                 | 2     | 2      | 0      | 4      |
| 3.     | Nizozemska             | 1     | 0      | 2      | 3      |
| 4.     | Australija             | 0     | 2      | 2      | 4      |
| 5.     | Mađarska               | 0     | 1      | 3      | 4      |
| 6.     | Francuska              | 0     | 0      | 2      | 2      |
| 7.     | Ujedinjeno Kraljevstvo | 0     | 0      | 1      | 1      |